# Kazimierz Gwiazda
Kazimierz Gwiazda (ur. 20 marca 1904 w Szczerzewie w parafii Czerwińsk, zm. 8 kwietnia 1965 w Glinojecku) – polski kapłan katolicki.

## Życiorys
Święcenia kapłańskie przyjął 10 czerwca 1934 w bazylice katedralnej w Płocku z rąk biskupa Antoniego Juliana Nowowiejskiego. Wkrótce po święceniach otrzymał nominację na wikariusza w Przasnyszu, gdzie proboszczem i dziekanem był jego wuj, ks. Józef Piekut. W Przasnyszu pracował przez jedenaście lat.
Jeżdżąc do chorych w parafii, do odległych od Przasnysza o kilkanaście kilometrów wiosek po trudnej piaszczystej drodze, powziął myśl, by dla tych wsi i sąsiednich, oddalonych od swych parafialnych kościołów w Przasnyszu, Krzynowłodze Małej i Wielkiej oraz Jednorożcu utworzyć w Skierkowiźnie nową parafię. Ponieważ w Janowie ks. kan. Władysław Biały pobudował nowy murowany kościół, dotychczasowy, drewniany był do nabycia. Za wiedzą i zgodą swego proboszcza ks. Gwiazda kupił ten drewniany kościół i przewiózł go do Skierkowizny. Wtedy ks. dziekan zwrócił się do arcybiskupa Nowowiejskiego o erekcję parafii w Skierkowiźnie. Rozporządzenie abpa Nowowiejskiego w sprawie erygowania nowej parafii w Skierkowiźnie weszło w życie z dniem 1 września 1938 r. Była to jedyna parafia w ówczesnym dekanacie przasnyskim, utworzona w okresie międzywojennym.
W okresie okupacji hitlerowskiej ks. Gwiazda niósł pomoc Żydom oraz innym osobom, które znalazły się w potrzebie. Był kapelanem ZWZ i AK, ps. Chór. Po wojnie nie ukrywał swego negatywnego stosunku do nowego ustroju. Gdy wiosną 1945 został spoliczkowany przez pijanego współpracownika milicji, ogłosił ten fakt z ambony. Krytykował również publicznie posunięcia personalne komunistów. W gronie przedstawicieli władz, na zebraniu w Przasnyszu, miała zapaść decyzja o likwidacji księdza. Informacja o planowanym morderstwie przeciekła do byłych żołnierzy AK, którzy przerzucili księdza do Ostrołęki.
W październiku 1945 otrzymał samodzielną placówkę duszpasterską w Sobowie. Potem był jeszcze proboszczem w Malużynie i Glinojecku (od 1949). W ostatnich latach życia zapadł na zdrowiu - cierpiał na serce i rozedmę płuc. Pochowany został w Glinojecku na miejscowym cmentarzu.